# Joan Carlile
Pour les articles homonymes, voir Carlile.
Joan Carlile ou Carlell ou Carliell, née vers 1606, et morte en 1679 est une peintre portraitiste anglaise. Elle a été l'une des premières femmes à pratiquer la peinture professionnellement.

## Biographie
Joan Carlile, née Joan Palmer, est la fille de William Palmer, fonctionnaire dans les Parcs Royaux. Elle copie les œuvres de maîtres italiens et les reproduit en miniature. Elle est aussi une peintre accomplie à part entière.
En juillet 1626, elle épouse Lodowick Carlell ou Carlile. Elle meurt en 1679 est est enterrée avec son mari dans le cimetière de l'Église Saint-Pierre de Petersham.

## Œuvres
Le portrait Lady Dorothy Browne, née Mileham; Sir Thomas Browne est conservé au National Portrait Gallery à Londres. Le  portrait de Sir Thomas Browne du  National Portrait Gallery lui est également attribué.
Une peinture datant des environs de 1648 d'Elizabeth Murray, Comtesse de Dysart avec son mari et sa sœur, attribuée à Carlile,  est conservé par le National Trust. Il est sur l'affichage de Ham House. Une autre peinture de la Comtesse de Dysart, attribuée à Carlile, est conservé par le Thirlestane Castle Trust.
The Carlile Family with Sir Justinian Isham in Richmond Park est conservé à Lamport Hall à Lamport dans le Northamptonshire. L'œuvre connue sous le nom de A Stag Hunt, The Stag Hunt, ou Stag hunt in Richmond Park, a été exposée à la Tate Gallery en 1972.
Son portrait en pied d'une dame, que l'on pense être Lady Anne Wentworth, en robe blanche et manteau violet, fait partie d'une collection privée.
Un portrait en miniature, attribué à Carlile, décrit comme A Lady, Wearing White Dress With Brooch At Her Corsage... a été vendu aux enchères par Sotheby's à Londres en 2005.